# Джордж Рід (державний діяч США)
Джордж Рід (англ. George Read; 1733 — 1798) — американський юрист і політик із штату Делавер. Був одним з підписантів Декларації незалежності США, член Континентального Конгресу від штату Делавер, делегат до Конституційного Конвенту США у 1787 році, губернатор штату Делавер та член Федералістської партії США. Пізніше обіймав посади сенатора США від штату Делавер та головного судді штату Делавер.

## Біографія
Народився у Меріленді, але незабаром після цього родина переїхала до Делаверу. Навчався у Пенсільванії, вивчав право у Філадельфії. З 1754 року адвокатував у Делавері. Підтримав «величні» протести проти дій британського уряду, 1776 року голосував проти незалежності, проте підписав Декларацію. Під час війни за незалежність займався політикою у межах штату. Поганий стан здоров'я змусив його піти у відставку в 1779 році, проте 1782 року він повернувся на посаду. На Філадельфійському конвенті обстоював права малих штатів і сильну виконавчу владу. Очолив кампанію за ратифікацію Конституції у Делавері. Чотири роки був сенатором США, потім пішов у відставку, щоб стати головою Верховного суду Делаверу, на цій посаді перебував до самої смерті.